# Delopleurus striatus
Delopleurus striatus là một loài bọ cánh cứng trong họ Bọ hung (Scarabaeidae).